# 迈讷森
迈讷森是德国下萨克森州的一个市镇。总面积53.83平方公里，总人口8130人，其中男性4051人，女性4079人（2011年12月31日），人口密度151人/平方公里。